# Horchheimer Torbefestigung

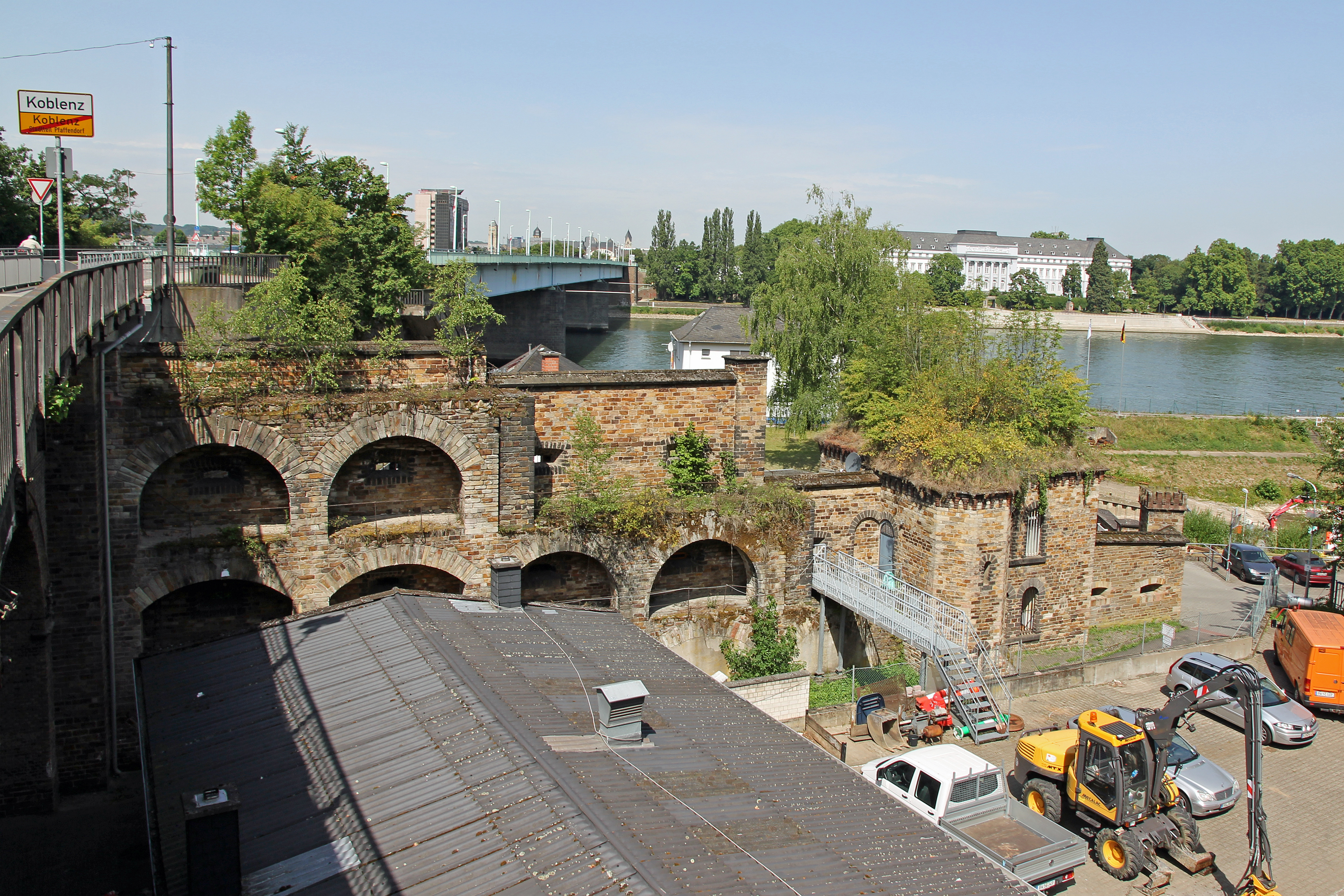
Reste der Horchheimer Torbefestigung am Ehrenbreitsteiner Hafen in Koblenz

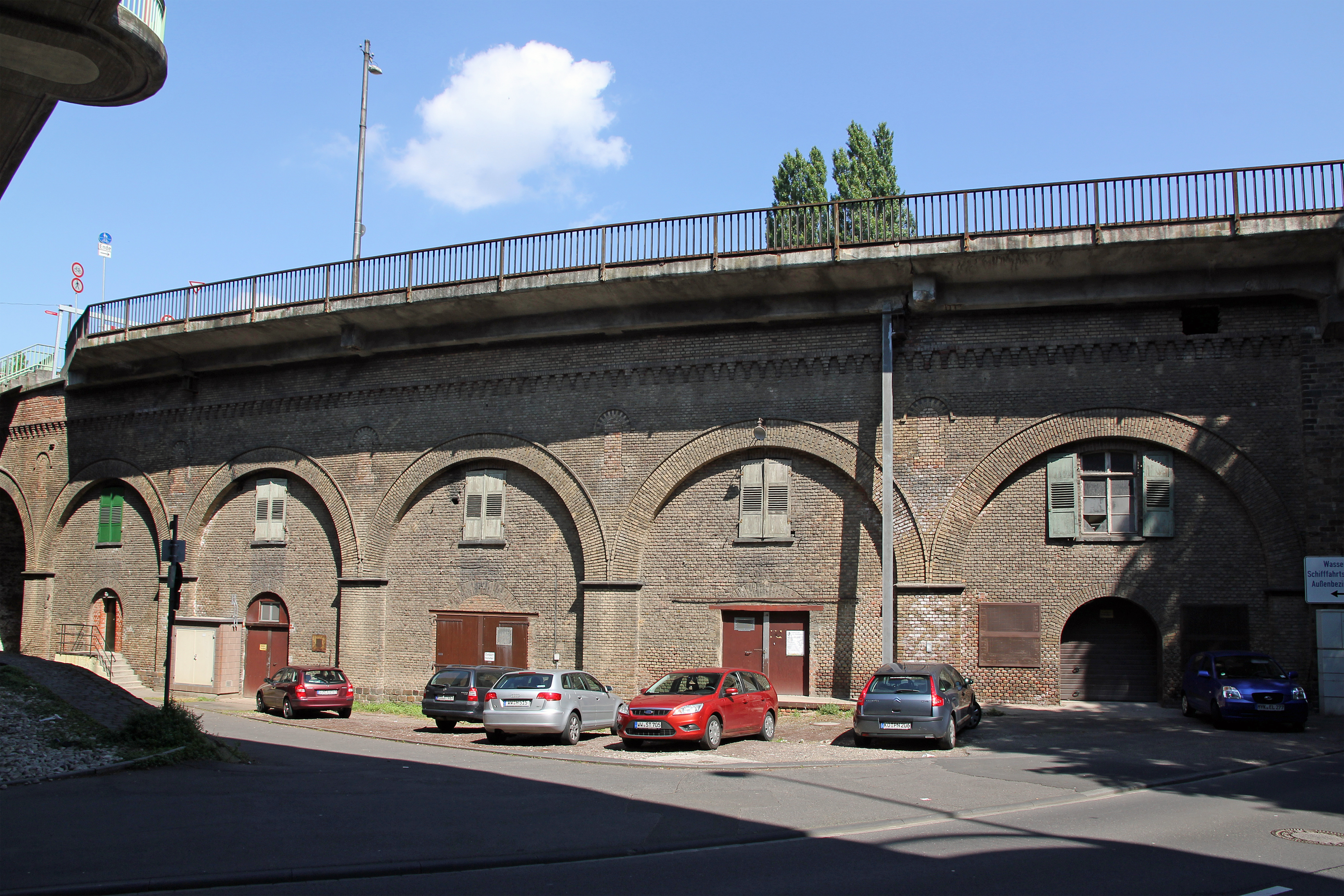
Der Eisenbahnviadukt, die Nordzufahrt zur Pfaffendorfer Brücke auf der Pfaffendorfer Seite

Die Horchheimer Torbefestigung war Teil der preußischen Festung Koblenz und gehörte zum System Niederehrenbreitstein. Sie wurde 1864–1867 zur Sicherung der Pfaffendorfer Eisenbahnbrücke errichtet. Nach der teilweisen Schleifung 1927 und weiteren Umbauten an der Rheinbrücke Mitte der 1930er Jahre sind von der Torbefestigung im heutigen Koblenzer Stadtteil Pfaffendorf nur noch geringe Reste erhalten geblieben.

## Geschichte
Nach dem Bau der Pfaffendorfer Eisenbahnbrücke mit ihren Brückentürmen 1862–1864 sollte diese zusammen mit dem nördlich angrenzenden Ehrenbreitsteiner Hafen in die Befestigung von Koblenz mit einbezogen werden. Dazu entstand 1864–1867 an der neuen Rheinbrücke die Horchheimer Torbefestigung mit einer kasemattierten Batterie sowie zwischen dem Rheinufer und dem Werk Glockenberg eine Befestigungslinie mit krenelierter Mauer. Mit Verlängerung der rechten Rheinstrecke Richtung Köln erhielt die Pfaffendorfer Eisenbahnbrücke 1869 eine Abzweigung nach Norden. Der Viadukt durchschnitt dabei die Horchheimer Torbefestigung.
Nach dem Ersten Weltkrieg musste auch diese Anlage, wie auch die anderen Koblenzer Festungswerke, in Ausführung des Artikels 180 des Versailler Vertrags entfestigt werden. Die Zerstörungen waren jedoch vergleichsweise gering gehalten. Vorgesehen waren dazu lediglich die Kaponniere, eine Hohltraverse sowie die Eisenbahndurchfahrt samt Pulvermagazin 2. Für den Erhalt der restlichen Teile sprachen nach Auffassung des Koblenzer Entfestigungsamtes ästhetische Gründe, da man das Landschaftsbild in unmittelbarer Nähe zum Rhein erhalten wollte. Die Arbeiten an der Befestigung begannen am 19. April und wurden am 30. August 1927 fertig gemeldet. Erhalten blieben das Hauptgebäude samt Pferdestall, ein halbrunder Turm, der an die Gemeinde Pfaffendorf verpachtet war, der Eisenbahnviadukt, welches zu Lagerzwecken und als Wohnraum vermietet war, sowie die zwei Brückenpfeiler.
Da das Reich hier nur Nutzungsrechte wahrgenommen hatte, ging das Gelände 1930 zurück an die Reichsbahn. Der gesamte Bereich wurde 1935/36 im Zuge des Umbaus der Pfaffendorfer Brücke zur Straßenbrücke einer umfassenden Neugestaltung unterzogen, bei welcher die Reste größtenteils abgetragen wurden. Zum Teil fanden die dabei gewonnenen Bruchsteine beim Neubau des Brückenanschlusses wieder Verwendung. Erhalten blieben der Viadukt, die Verbindung zum Hafen sowie die Reste des Pulvermagazins 1, welche 1990 bei den Bauarbeiten für den Glockenbergtunnel am sogenannten Flaschenhals entdeckt wurden, aber aufgrund der stark angegriffenen Bausubstanz nicht erhalten werden konnten.
Am 1. Oktober 2008 wurde die von Norden zur Pfaffendorfer Brücke führende Rampe, die über den ehemaligen Eisenbahnviadukt führt, wegen akuter Einsturzgefahr für den Verkehr gesperrt. Nachdem die Schäden provisorisch repariert wurden, konnte dieser Bereich am 27. November 2009 wieder freigegeben werden. Da die Pfaffendorfer Brücke selbst auch Schäden aufweist, ist ein völliger Neubau der Rheinquerung für 2017 in Planung.

## Bau
Die Horchheimer Torbefestigung setzte sich im Wesentlichen zusammen aus einer dreistöckigen kasemattierten Torbatterie, einer Verbindungsmauer samt Wachtturm (Rundturm) zum Hafen hin, zwei Pulvermagazinen sowie einer Kaponniere an der Verbindungslinie zum Werk Glockenberg. Der Anschluss an dieses Werk erfolgte mittels einer durch eine Schartenmauer gedeckten Treppenverbindung mit vorgelagertem Graben, der sogenannten Teufelstreppe. Etwa in der Mitte der Treppenanlage lag eine Grabenwehr. Die nördliche Trasse zur rechten Rheinstrecke verlief ab 1869 auf einem Viadukt durch die Befestigung hindurch.

## Denkmalschutz
Die Überreste der Horchheimer Torbefestigung sind ein geschütztes Kulturdenkmal nach dem Denkmalschutzgesetz (DSchG) und in der Denkmalliste des Landes Rheinland-Pfalz eingetragen. Sie liegen in Koblenz-Pfaffendorf an der Pfaffendorfer Brücke.
Seit 2002 sind die Überreste der Horchheimer Torbefestigung Teil des UNESCO-Welterbes Oberes Mittelrheintal.